# Norberto Anido
Norberto Anido (ur. 1 października 1933 w Avellanedzie) – argentyński piłkarz, grający podczas kariery na pozycji obrońcy.

## Kariera klubowa
Norberto Anido piłkarską karierę rozpoczął w Racing Club de Avellaneda w 1955. Z Racingiem dwukrotnie zdobył mistrzostwo Argentyny w 1958 i 1961. W lidze argentyńskiej rozegrał 203 spotkania. W 1966 był zawodnikiem kolumbijskiego Atlético Nacional.

## Kariera reprezentacyjna
W reprezentacji Argentyny Anido występował w 1959. W reprezentacji zadebiutował 18 listopada 1959 w przegranym 2-4 towarzyskim meczu z Chile. Pod koniec 1959 uczestniczył w dodatkowej edycji Mistrzostwach Ameryki Południowej, na których Argentyna zajęła drugie miejsce. Na turnieju w Ekwadorze wystąpił w dwóch meczach z Paragwajem i Brazylią, który był jego ostatnim meczem w reprezentacji. Ogółem w reprezentacji wystąpił w 3 meczach.
| Mecze i gole w reprezentacji | Mecze i gole w reprezentacji | Mecze i gole w reprezentacji | Mecze i gole w reprezentacji | Mecze i gole w reprezentacji | Mecze i gole w reprezentacji | Mecze i gole w reprezentacji |
| #                            | Data                         | Miasto                       | Przeciwnik                   | Gol                          | Wynik                        | Rozgrywki                    |
| ---------------------------- | ---------------------------- | ---------------------------- | ---------------------------- | ---------------------------- | ---------------------------- | ---------------------------- |
| 1.                           | 18.11.1959                   | Santiago                     | Chile                        |                              | 2:4                          | towarzyski                   |
| 2.                           | 09.12.1959                   | Guayaquil                    | Paragwaj                     |                              | 4:2                          | Copa América                 |
| 3.                           | 22.12.1959                   | Guayaquil                    | Brazylia                     |                              | 4:1                          | Copa América                 |

W 1955 uczestniczył w Igrzyskach Panamerykańskich, na których Argentyna zdobyła złoty medal. Na turnieju w Meksyku Anido wystąpił w pięciu meczach z Antylami Holenderskimi, Wenezuelą i Meksykiem.